# Ouratea curvata
Ouratea curvata är en tvåhjärtbladig växtart som först beskrevs av Augustin François César Prouvençal de Saint-Hilaire och som fick sitt nu gällande namn av Adolf Engler och John Duncan Dwyer.
Ouratea curvata ingår i släktet Ouratea och familjen Ochnaceae. Inga underarter finns listade i Catalogue of Life.